# اوتسنفلد
اوتسنفلد (به آلمانی: Utzenfeld) یک شهر در آلمان است که در لوراخ واقع شده‌است. اوتسنفلد ۶۷۰ نفر جمعیت دارد.